# Luigi Tacchini
Luigi Tacchini (Alzano Lombardo, 14 gennaio 1971) è un ex sciatore alpino italiano.

## Biografia
Tacchini, slalomista puro originario di Ranica, debuttò in campo internazionale in occasione dei Mondiali juniores di Madonna di Campiglio 1988; due anni dopo nella rassegna iridata giovanile di Zinal 1990 vinse la medaglia d'oro, suo ultimo piazzamento agonistico. Non prese parte a rassegne olimpiche né ottenne piazzamenti in Coppa del Mondo o ai Campionati mondiali.

## Palmarès

### Mondiali juniores
- 1 medaglia:
  - 1 oro (slalom speciale a Zinal 1990)